# 上卡斯特卢乔
上卡斯特卢乔（義大利語：Castelluccio Superiore），是意大利波坦察省的一个市镇。总面积32平方公里，人口881人，人口密度27.5人/平方公里（2009年）。ISTAT代码为076023。